# Theretra boisduvalii
Espèce
Theretra boisduvalii est une espèce d'insectes lépidoptères de la famille des Sphingidae, de la sous-famille des Macroglossinae, de la tribu des Macroglossini, de la sous-tribu des Choerocampina et du genre Theretra.

## Description
L'envergure varie de 85 à 110 cm. 

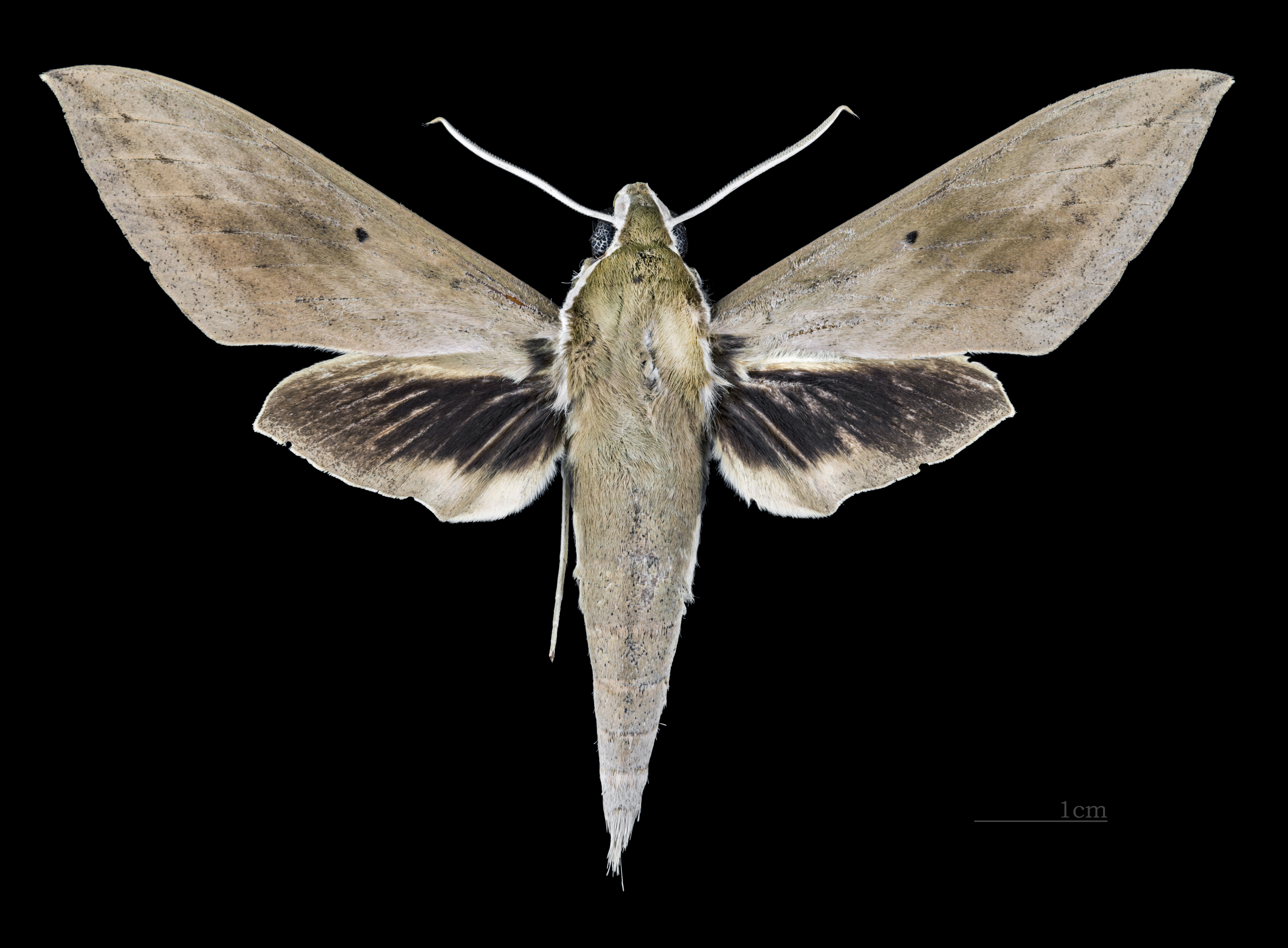
♂  face dorsale (coll.MHNT)
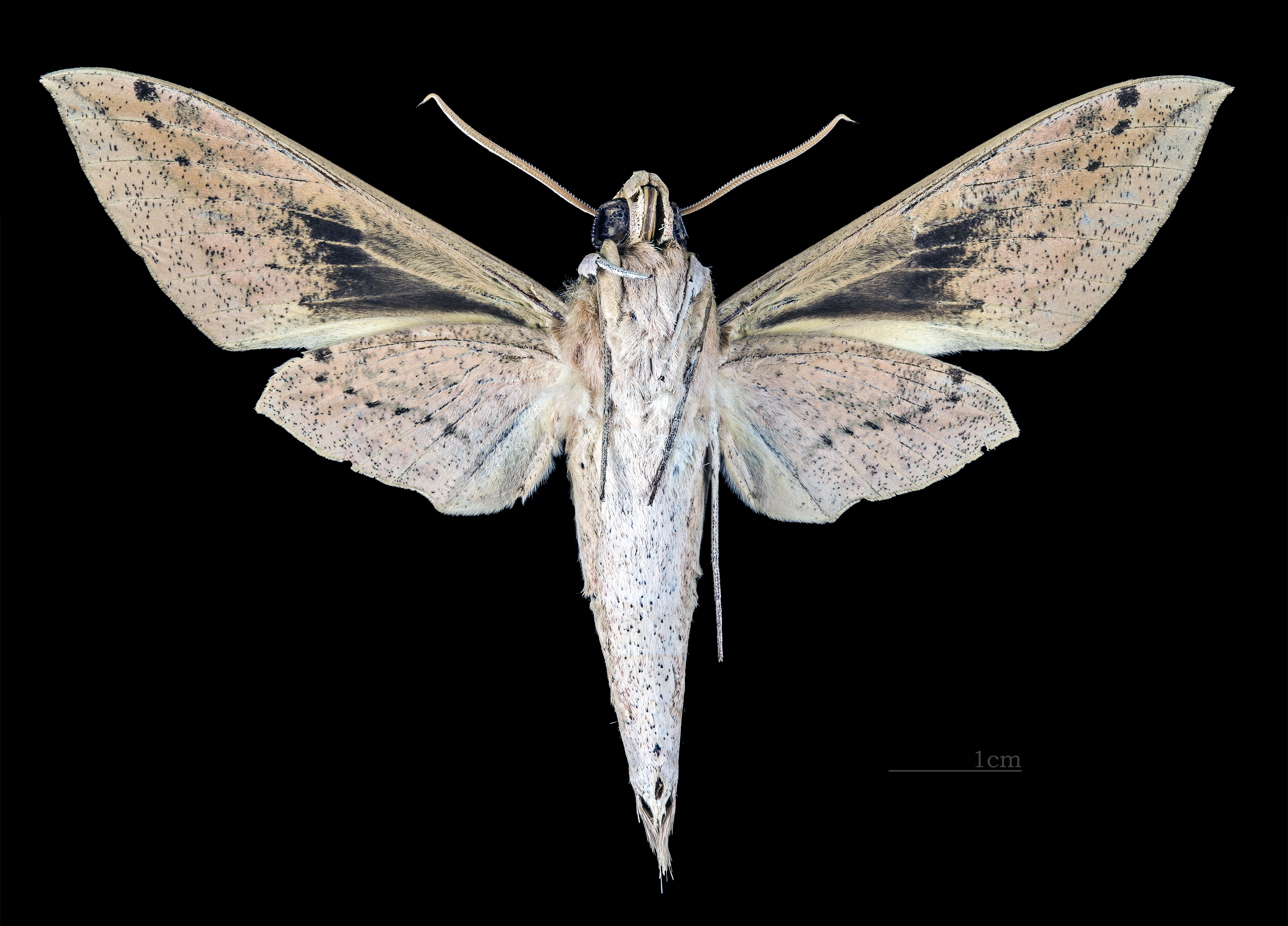
♂  revers (coll.MHNT)
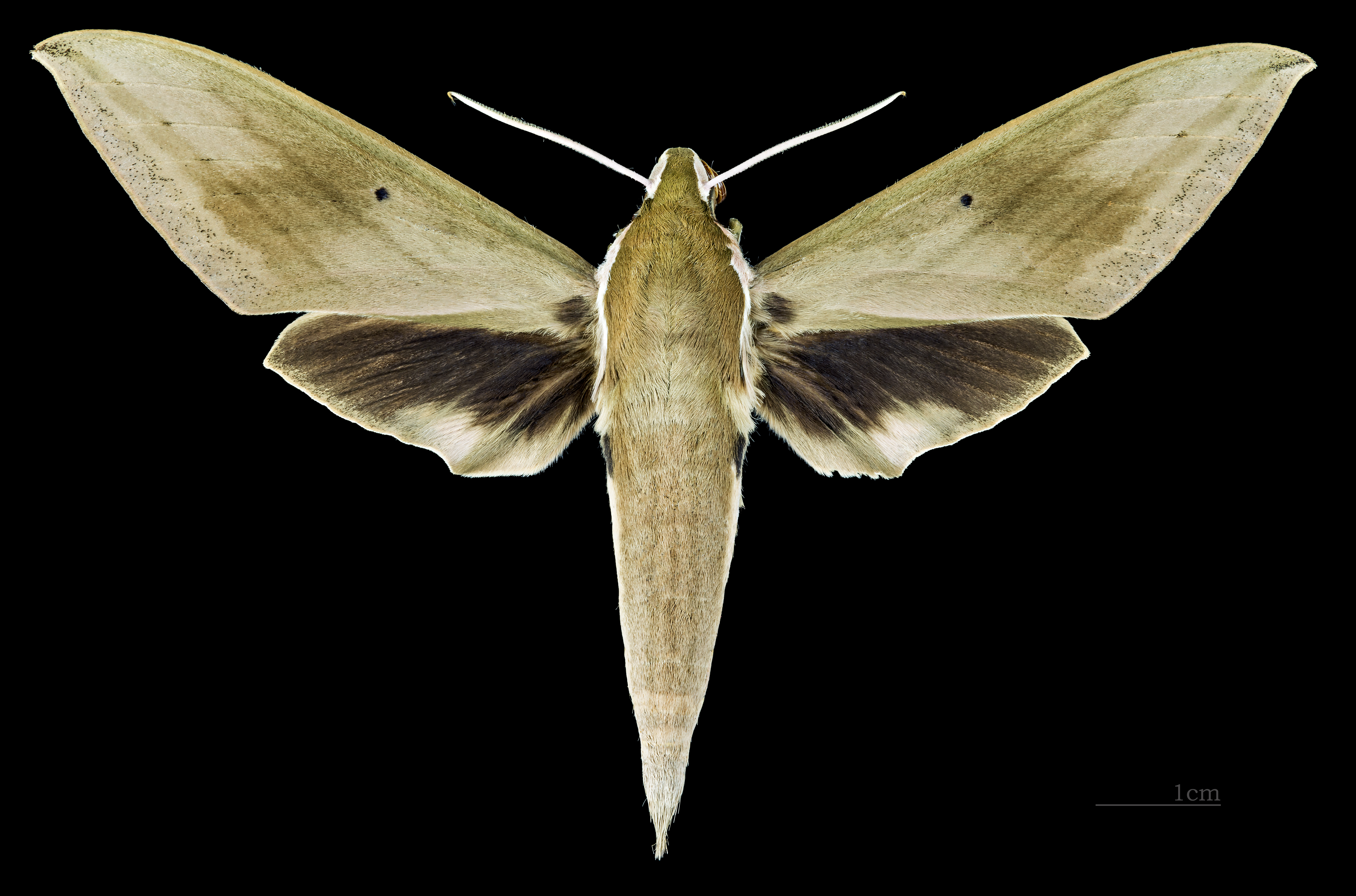
♀  face dorsale (coll.MHNT)
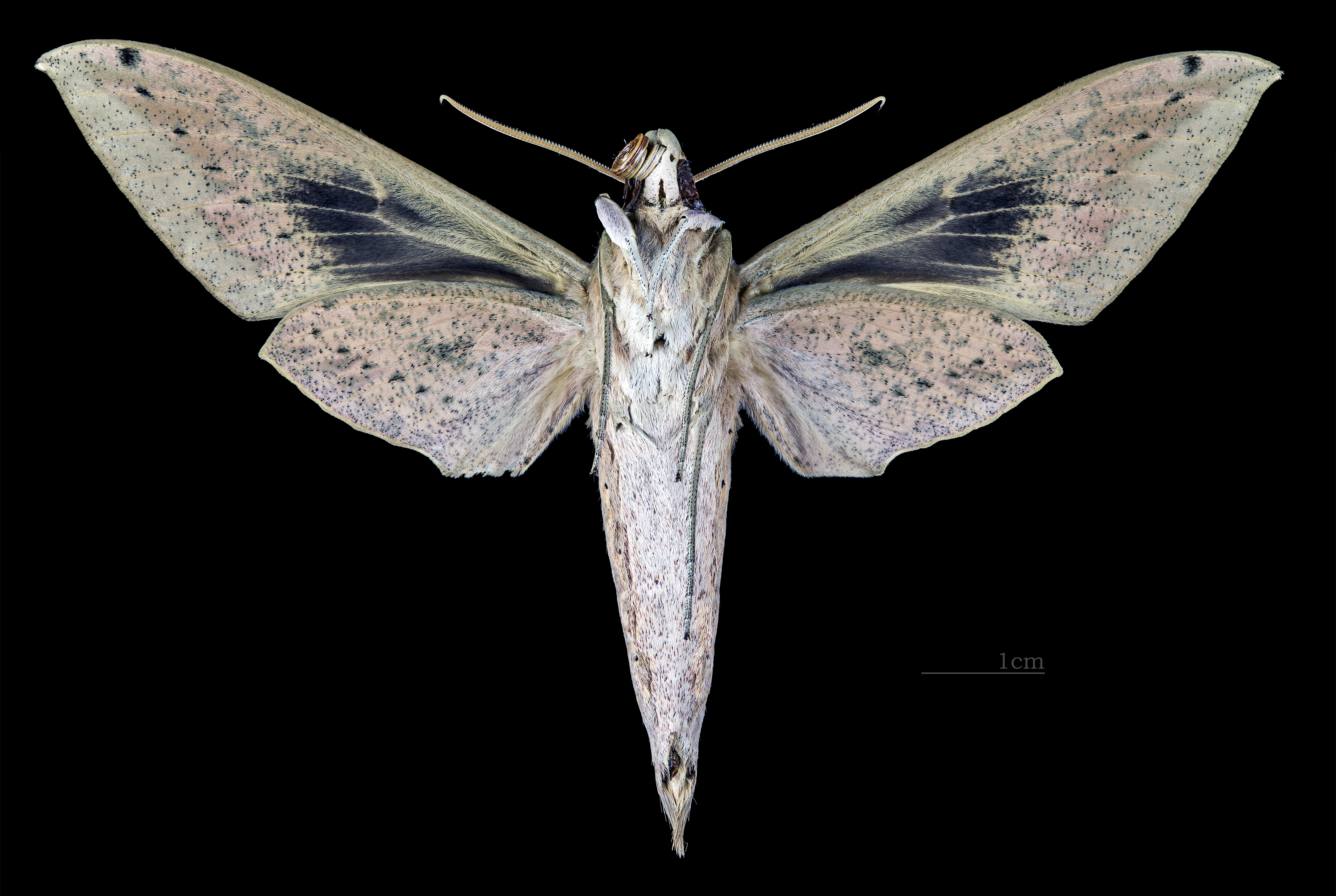
♀  revers (coll.MHNT)

## Répartition
Cette espèce est connue au sud-est de l'Iran, à travers les hauts plateaux de l'Himalaya, au sud-est de l'Asie, à l'est du Sri Lanka et à Bornéo. Ils s'égarent parfois en Turquie et en Grèce.

## Biologie
Les chenilles se nourrissent sur les espèces des genres Vitis et Parthenocissus.

## Systématique
- L'espèce Theretra boisduvalii a été décrite par l’entomologiste Charles-Juste Bugnion en 1839[1] sous le nom initial de Sphinx boisduvalii . L'espèce est dédiée à l’entomologiste français Jean-Baptiste Alphonse Dechauffour de Boisduval. La localité type est le Sri Lanka.

### Synonymie
- Sphinx boisduvalii Bugnion, 1839
- Chaerocampa punctivenata Butler, 1875[2]
- Cechenena sumatrensis Joicey & Kaye, 1917[3];